# مديرية الأمن العامة (العراق)
مديرية الأمن العام كانت وكالة المخابرات العراقية. أعلن ذلك رئيس الوزراء المؤقت إياد علاوي في مؤتمر صحفي عقده في يوليو 2004 في مناخ من العنف الواسع الانتشار من قبل الجماعات جماعات مسلحة عراقية. على الرغم من أن التفاصيل حول تنظيمها لم تكن واضحة في ذلك الوقت، كانت المهمة المعينة لمديرية الأمن العام «إنهاء التمرد العنيف في العراق».
تم استبدالها في نهاية المطاف بالمديرية العامة للاستخبارات والأمن العراقية.

## روابط خارجية
- لمحة عن الأمن العالمي لمديرية الأمن الأمّة
- علاوي ينشئ وكالة للتجسس ( The Age ، July 2004)
- العودة إلى الماضي في العراق ( Jane's Intelligence Digest ، يوليو 2004)